# バンダルスリブガワン
バンダルスリブガワン（英語／マレー語: Bandar Seri Begawan、ジャウィ文字: بندر سري بڬاوان）は、ブルネイの首都で、同国の最大都市。ブルネイ・ムアラ地区の行政庁所在地でもある。BSBと略されることもある。人口は140,000人（2010年）、都市圏人口は276,000人（同年）。

## 概要

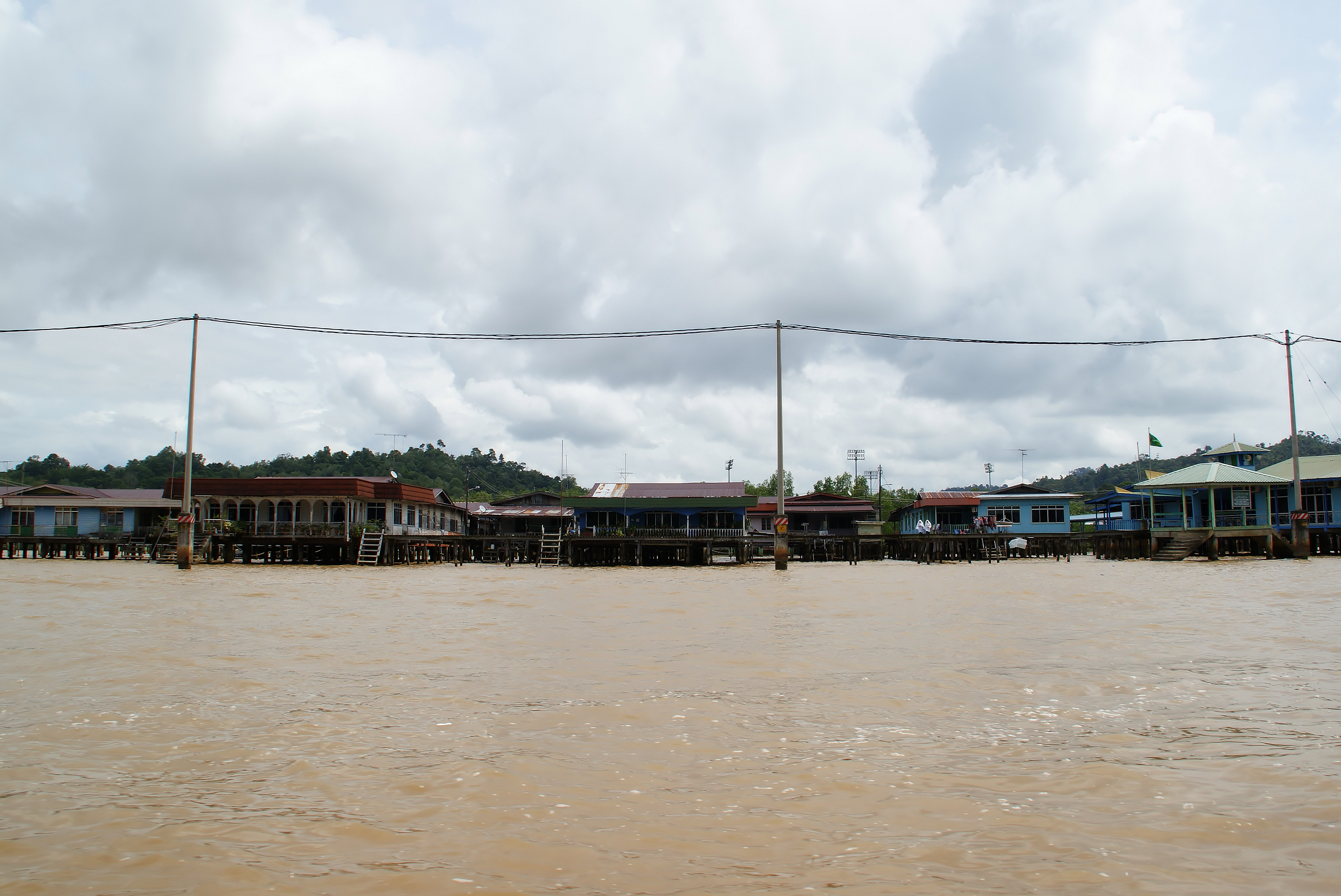
カンポン・アイール

### 地名の由来
旧称はバンダルブルネイ市であった。前スルターン（国王）のオマル・アリ・サイフディン3世にちなんで1970年10月1日に改称された。ブルネイ王朝では国王が退位すると「ブガワン」 (Begawan) と呼ばれ、サンスクリットで「神」の意味である。「スリ」もサンスクリットで英語のMr.に相当する。「バンダル」はペルシア語で（インド経由で由来した）「港」の意味である。

## 地理
バンダルスリブガワンは熱帯雨林気候である。貿易風よりも熱帯収束帯の影響を受けやすく、サイクロンはほとんどない。また気候は暑くて雨が多い。
| バンダルスリブガワンの気候 | バンダルスリブガワンの気候 | バンダルスリブガワンの気候 | バンダルスリブガワンの気候 | バンダルスリブガワンの気候 | バンダルスリブガワンの気候 | バンダルスリブガワンの気候 | バンダルスリブガワンの気候 | バンダルスリブガワンの気候 | バンダルスリブガワンの気候 | バンダルスリブガワンの気候 | バンダルスリブガワンの気候 | バンダルスリブガワンの気候 | バンダルスリブガワンの気候 |
| 月                         | 1月                        | 2月                        | 3月                        | 4月                        | 5月                        | 6月                        | 7月                        | 8月                        | 9月                        | 10月                       | 11月                       | 12月                       | 年                         |
| -------------------------- | -------------------------- | -------------------------- | -------------------------- | -------------------------- | -------------------------- | -------------------------- | -------------------------- | -------------------------- | -------------------------- | -------------------------- | -------------------------- | -------------------------- | -------------------------- |
| 平均最高気温 °C （°F）     | 30.4 (86.7)                | 30.7 (87.3)                | 31.9 (89.4)                | 32.5 (90.5)                | 32.6 (90.7)                | 32.5 (90.5)                | 32.3 (90.1)                | 32.4 (90.3)                | 32.0 (89.6)                | 31.6 (88.9)                | 31.4 (88.5)                | 31.0 (87.8)                | 31.8 (89.2)                |
| 平均最低気温 °C （°F）     | 23.3 (73.9)                | 23.3 (73.9)                | 23.5 (74.3)                | 23.7 (74.7)                | 23.7 (74.7)                | 23.4 (74.1)                | 23.0 (73.4)                | 23.1 (73.6)                | 23.1 (73.6)                | 23.2 (73.8)                | 23.2 (73.8)                | 23.2 (73.8)                | 23.3 (73.9)                |
| 降水量 mm （inch）         | 292.6 (11.52)              | 158.9 (6.256)              | 118.7 (4.673)              | 189.4 (7.457)              | 234.9 (9.248)              | 210.1 (8.272)              | 225.9 (8.894)              | 226.6 (8.921)              | 264.4 (10.409)             | 312.3 (12.295)             | 339.9 (13.382)             | 339.6 (13.37)              | 2,913.3 (114.697)          |
| 平均降雨日数               | 16                         | 12                         | 11                         | 16                         | 18                         | 16                         | 16                         | 16                         | 19                         | 21                         | 23                         | 21                         | 205                        |
| 出典：世界気象機関         |                            |                            |                            |                            |                            |                            |                            |                            |                            |                            |                            |                            |                            |

ブルネイ湾に注ぐブルネイ川下流部に位置する。
2007年8月1日、市域面積が12.87km2から100.36km2に拡大された。

## 歴史
第二次世界大戦で大きな被害を受けたが、アジア最大規模といわれるモスクのジャメ・アスル・ハッサナル・ボルキア・モスクや市のシンボルでもあるスルターン・オマール・アリ・サイフディーン・モスクがあり、近代的なビルが立ち並ぶ。セリア、クアラブライトと海岸沿いの道路で結ばれている。上水道は隣接するツトン地区に建設されたダム湖のベヌタン湖を水源としている。

## 経済
石油開発で発達した都市のひとつであり、主に石油、コプラ、ゴムを輸出している。

## 対外関係

### 姉妹都市･提携都市
- ギーザ（エジプト・アラブ共和国 ギーザ県 2011年8月2日）

## 交通
ブルネイ国際空港は市の中心部から11kmにある。ブルネイ各地とはバスの便がある。ブルネイ東部のテンブロン地区へはマレーシアのサラワク州を経由し、ブルネイ西部からもミリなどサラワク州を経由する。ブルネイ川にはカンポン・アイールと呼ばれる水上集落が存在し、市の中心部からは水上タクシーで行くことができる。

## 施設
- イスタナ・ヌルル・イマン（ブルネイ王宮）
- デワン・バハサ・ダン・プスタカ図書館
- ハサナル・ボルキア国立競技場
- ブルネイ財務省ビル（ブルネイで最も高いビル）
- ブルネイ・ダルサラーム大学
- ブルネイ博物館
- マレー技術博物館
- ラパウ